# Reparti d'assalto
Pour les articles homonymes, voir Arditi.
Les Reparti d'assalto (Arditi) constituèrent un corps spécial de l'armée italienne pendant la Première Guerre mondiale. Les membres de ces unités étant connus sous le nom d'Arditi.

## Historique

### Création
L’origine des arditi remonte à 1914 avec la mise en place dans chaque régiment d’infanterie et bataillon d’Alpini d’une unité esploratori d’environ quatre-vingts hommes. Ceux-ci agissent comme des éclaireurs dont la mission est de parcourir le no man’s land pour  préparer les assauts en identifiant ou créant des passages dans les lignes de barbelés, observer les mouvements de l’adversaire et tendre des embuscades à ses patrouilles. Dès le mois de juin 1915, certaines unités d’esploratori deviennent indépendantes et adoptent la doctrine italienne du combat en montagne, basée sur des tactiques de guérilla et sur successions d’attaques-retraites éclairs.
En novembre 1916, le capitaine Giuseppe Bassi propose la création d’unités entièrement équipées de pistolets-mitrailleurs pour mener les assauts. Grâce à l’appui du général Francesco Saverio Grazioli, il obtient la création d’un peloton expérimental. En parallèle, au printemps 1917, certains régiments créent des pelotons inspirées des Sturmtruppen allemandes. Ceux-ci sont appelés Arditi, en référence au badge du courage individuel créé le 15 juillet 1916 pour récompenser le militare ardito, « soldat audacieux ».
L’expérience de Giuseppe Bassi ayant donné entière satisfaction, le commandement suprême italien ordonne le 26 juin 1917 la création dans chaque armée d’un Reparto d’assalto basé sur ce principe. Des écoles spéciales sont mises en place à partir de juillet pour former ces troupes et les pelotons d’arditi préexistant sont pour la plupart convertis en Reparto d’assalto.

### Après-guerre
À la fin de la guerre, Francesco Grazioli recommande de dissoudre au plus vite ou d’envoyer dans l’empire colonial, loin de l’Italie, les Arditi, qu’il considère comme dangereux en raison de leurs liens avec les nationalistes radicaux et leur inadéquation avec les besoins du temps de paix. Toutes les unités indépendantes sont ainsi dissoutes en janvier 1919, comme l’est la 2e division d’assaut le 25 février. La 1re division est quant à elle envoyée en Libye. Une tentative est faite de former des unités territoriales d’Arditi avec les soldats provenant des unités dissoutes, afin de les garder sous contrôle, mais le projet est de courte durée et ces unités sont à leur tour dissoutes en mars 1920.
À son retour de Libye en juin, la 1re division est envoyée à la frontière nord-est de l’Italie, où l’analyse de Francesco Grazioli sur leur caractère dangereux est confirmée : elle participe en effet à l’entreprise de Fiume de Gabriele D'Annunzio en 1920, qui se traduit par l’occupation de la ville par les mutins en violation des traités internationaux. En conséquence, la division est dissoute en janvier 1920 et seuls quelques éléments parmi les plus loyaux conservés pour participer à la guerre en Albanie, avant d’être dissous à leur tour en décembre 1920.

## Recrutement et entraînement
À l'origine, les soldats étaient volontaires, mais dans un second temps les unités de commandement désignèrent des soldats ayant le profil pour être transférés dans les unités d'Arditi. Les Arditi étaient majoritairement issus des bersagliers et des alpins, deux types de troupes spécialisées où les soldats sont reconnus pour leur résistance et leurs prouesses physiques. Après avoir subi des tests physiques et psychologiques, les recrues étaient formées à l'usage des armes et aux tactiques d'attaque innovantes. Ils recevaient également un entrainement spécifique pour le combat au corps à corps.

## LesArditiet le fascisme
Le rapprochement des Arditi avec le fascisme est étroitement lié avec la manière dont ils ont été glorifiés pendant la guerre. Après le désastre de Caporetto sont en effet créés les bureaux de vigilance et de propagande, qui présentent l’Ardito sous un angle héroïque. Leur mépris de la mort, mais aussi des règles, est glorifié par la presse, de même que leur manière de résoudre les problèmes par la violence, d’autant plus que leurs manquements à la discipline ne sont que rarement punis. Cette attention médiatique et les privilèges dont ils bénéficient les amènent à se percevoir comme une force d’élite, mais aussi comme des hommes supérieurs au reste des Italiens. Un courant de pensée, parfois appelé « arditisme » naît alors au sein de ces troupes, qui est caractérisé par un esprit de camaraderie excessif et l’idée que l’Italie ne peut survivre sans eux. L’arditisme apparaît de manière évidente dans les récits écrits après-guerre par des membres de ces unités, qui s’attribuent tout le mérite des victoires, y compris quand il n’y ont joué en réalité aucun rôle, en diminuant ou en dissimulant le rôle des autres troupes de l’armée italienne.
Ce mode de pensée rejoint immédiatement après la guerre celui des nationalistes extrémistes et des futuristes, qui poursuivent la glorification des Arditi. Ainsi Mario Carli écrit dans Roma Futurista le 18 septembre 1918 « L’Italie a créée ses Arditi pour la sauver de tous ses ennemis [...] des monstres de l’extérieur, comme de ceux de l’intérieur ». Peu de temps après, en janvier 1919, il fonde l’association des Arditi italiens, qui devient rapidement le bras armé du mouvement fasciste naissant et dont les membres montent la garde devant les bureaux de Mussolini à Milan. Une grande partie des fondateurs du mouvement Fasci italiani di Combattimento le 23 mars 1919.
À partir de là, les Arditi deviennent le bras armé du fascisme, attaquant par exemple des grévistes à la grenade à Milan le 15 avril 1919 ou saccageant les locaux du journal socialiste L’Avanti !. Une nouvelle association nationale des Arditi est créée par le parti fasciste dans le but de contrôler plus étroitement le mouvement, mais celui-ci reste encore alors partagé entre le fascisme et le nationalisme plus modéré de Gabriele D'Annunzio.

## Tenue

### Uniforme
L’uniforme des arditi est mis au point par Giuseppe Bassi avec comme objectifs d’être confortable et de pouvoir distinguer facilement son porteur des autres soldats italiens. Le commandement suprême considérant que cet uniforme a une apparence trop peu militaire, il refuse d’abord la proposition, qui n’est acceptée qu’après que les arditi aient fait leurs preuves.
L’uniforme est inspiré de celui des Bersaglieri Ciclisti, avec le même pull-over gris-vert à col roulé porté sous la tunique modèle 1910, qui se caractérise par deux poches sur la poitrine et une grande poche à l’arrière ainsi que par son col très ouvert la faisant ressembler à un vêtement civil. Le pull-over est toutefois souvent remplacé en été par une chemise en flanelle grise-verte avec une cravate noire. Le pantalon est le modèle 1910 des Bersaglieri Ciclisti ou le modèle 1909 des Alpini, porté avec des bandes molletières ou des chaussettes en laine. Les chaussures sont le modèle 1912 des Alpini avec des semelles cloutées. Le couvre-chef des soldats est d’abord le képi modèle 1915, dit scodellino, qui est remplacé ultérieurement par un fez en feutre noir inspiré des Bersaglieri. Les officiers et sous-officiers portent le chapeau modèle 1907.
En réalité l’uniforme est rarement porté tel que prescrit par le règlement. Certaines unités portent des couvre-chefs qui leur sont propres, tandis que, de manière générale, chaque soldat essaye de se démarquer de ses camarades par des touches personnelles.

## Équipement
L’équipement typique des Arditi consistait en une dague pour le combat au corps à corps et des grenades Thevenot. Ces dernières étaient à la fois utilisées pour provoquer panique et confusion. Sans être extrêmement puissantes, elles avaient l'avantage d'être très bruyantes, provocant la crainte chez les ennemis. Les autres armes incluaient mitraillettes et lance-flammes avec notamment le canon d'infanterie de 37 modèle 1916 TRP de 37 mm.